# Controle do GameCube
O Controle do GameCube é o controlador de jogo padrão do Nintendo GameCube, foi lançado no Japão em 14 de setembro de 2001. O design em formato de M do console antecessor, o Nintendo 64, foi substituído por uma formato mais convencional; uma segunda alavanca analógica foi adicionada, substituindo os botões C por um analógico C e os botões X e Y, vistos pela última vez no controle do Super Nintendo, retornaram nessa nova  geração. Os gatilhos L e R também foram alterados. Uma versão sem fio do controle intitulada WaveBird foi lançada em 2002.

## Características

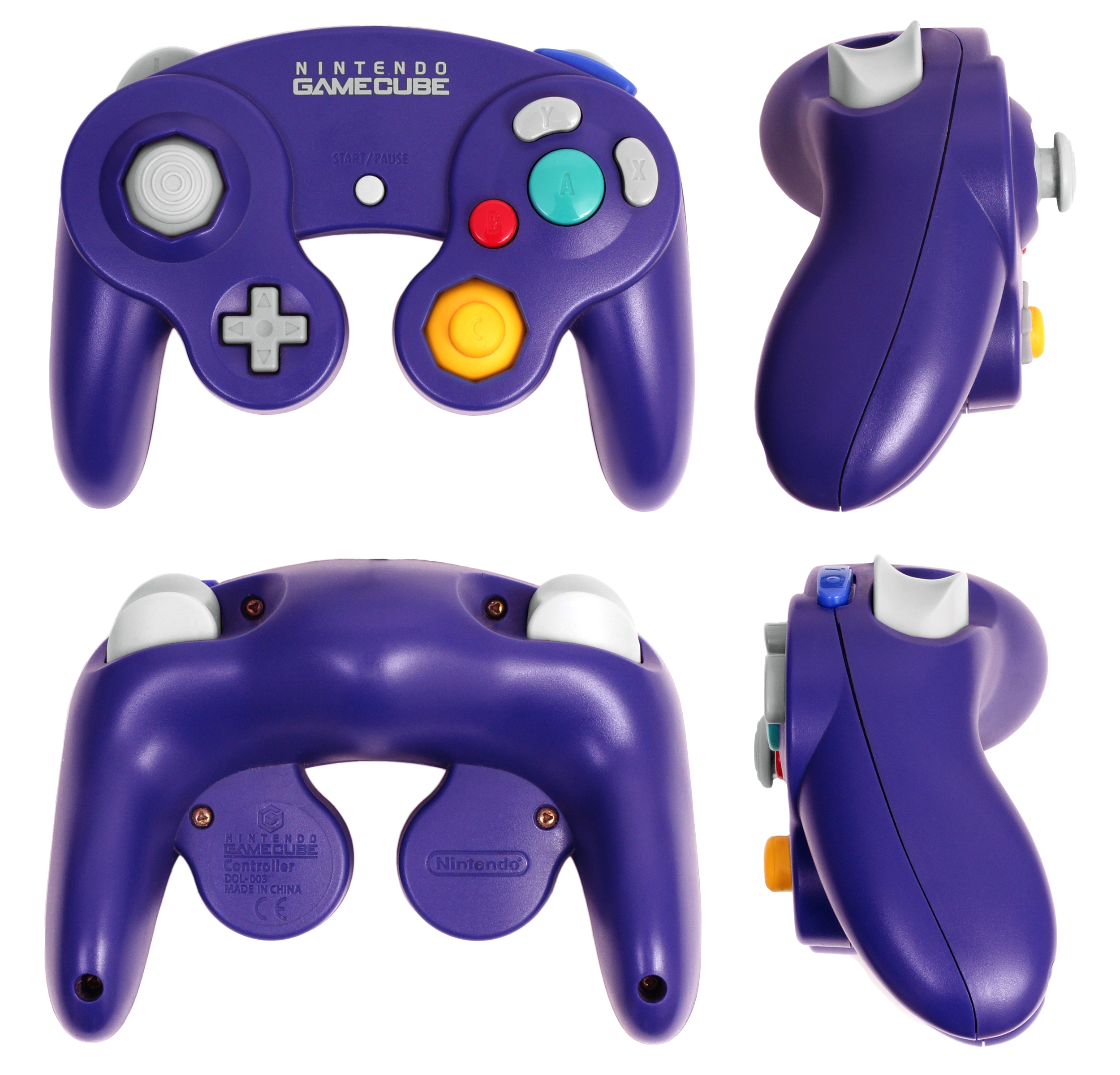
Controle GameCube em várias posições

O controle era vendido junto com o console, continha um cabo com 2 metros de comprimento, já vinha com um motor de vibração embutido (ao contrário do Nintendo 64 que necessitava do Rumble Pak).
Ele tem 6 botões digitais sendo os botões A, B, X e Y na face do controle, duas alavancas analógicas sendo uma na esquerda e a outra na direita, uma cruz direcional, contém dois gatilhos analógicos L e R um botão digital Z acima do gatilho R.
O controle era vendido nas cores "Indigo"(roxo), "Jet Black" (preto), "Platinum" (prata) e "Spice" (laranja), no Japão ainda existiam os "Indigo/Clear" (Indigo no topo com transparência abaixo), "Emerald Blue" (turquesa)

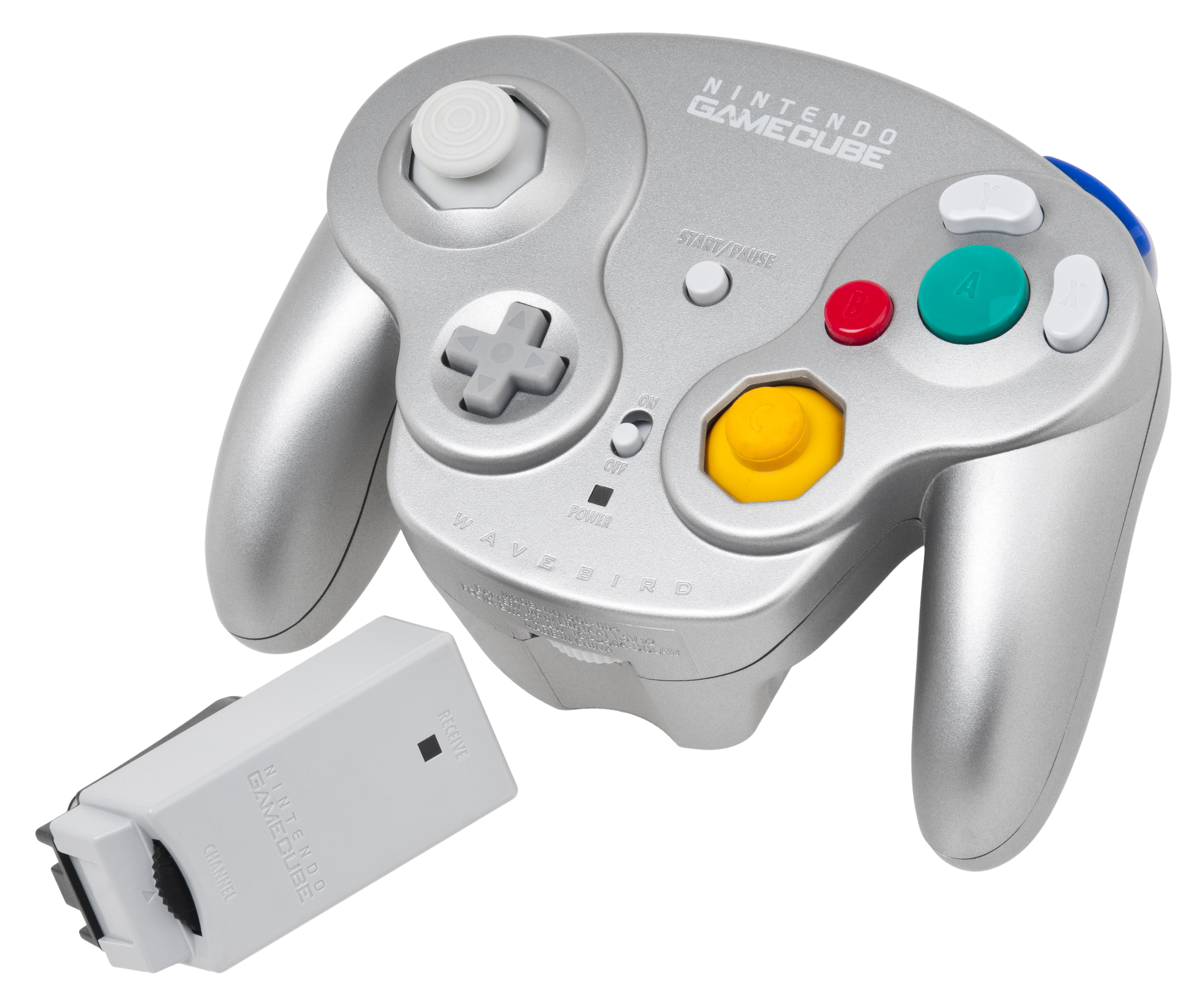
Controle WaveBird.

Também existiu uma versão sem fio chamada de WaveBird Wireless Controller, tinha o mesmo desenho do original, só que continha um espaço adicional para inclusão de duas pilhas AA e uma peça que recebia o sinal acoplada a entrada do controle.

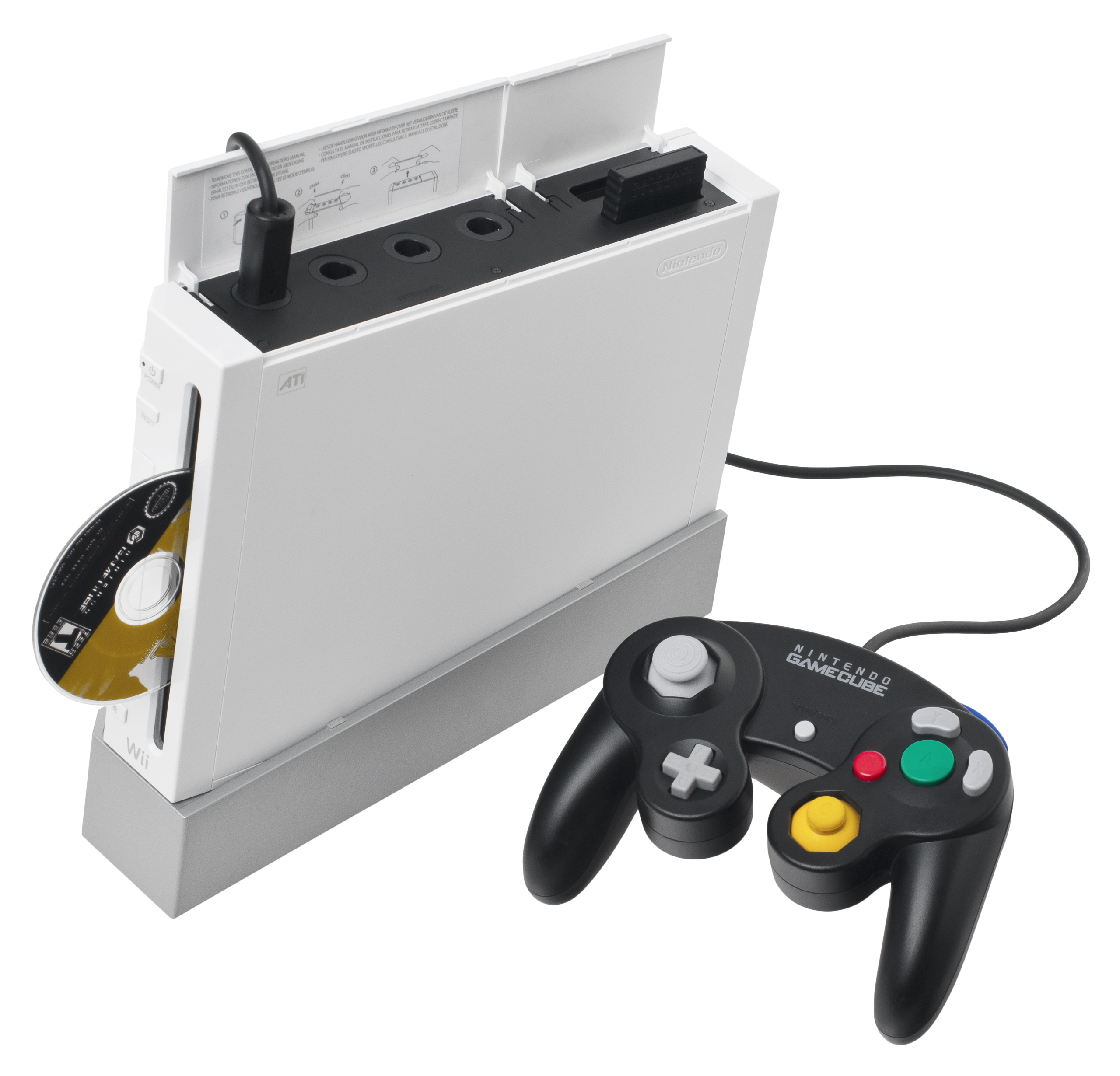
Wii com um controle do GameCube

## Versões

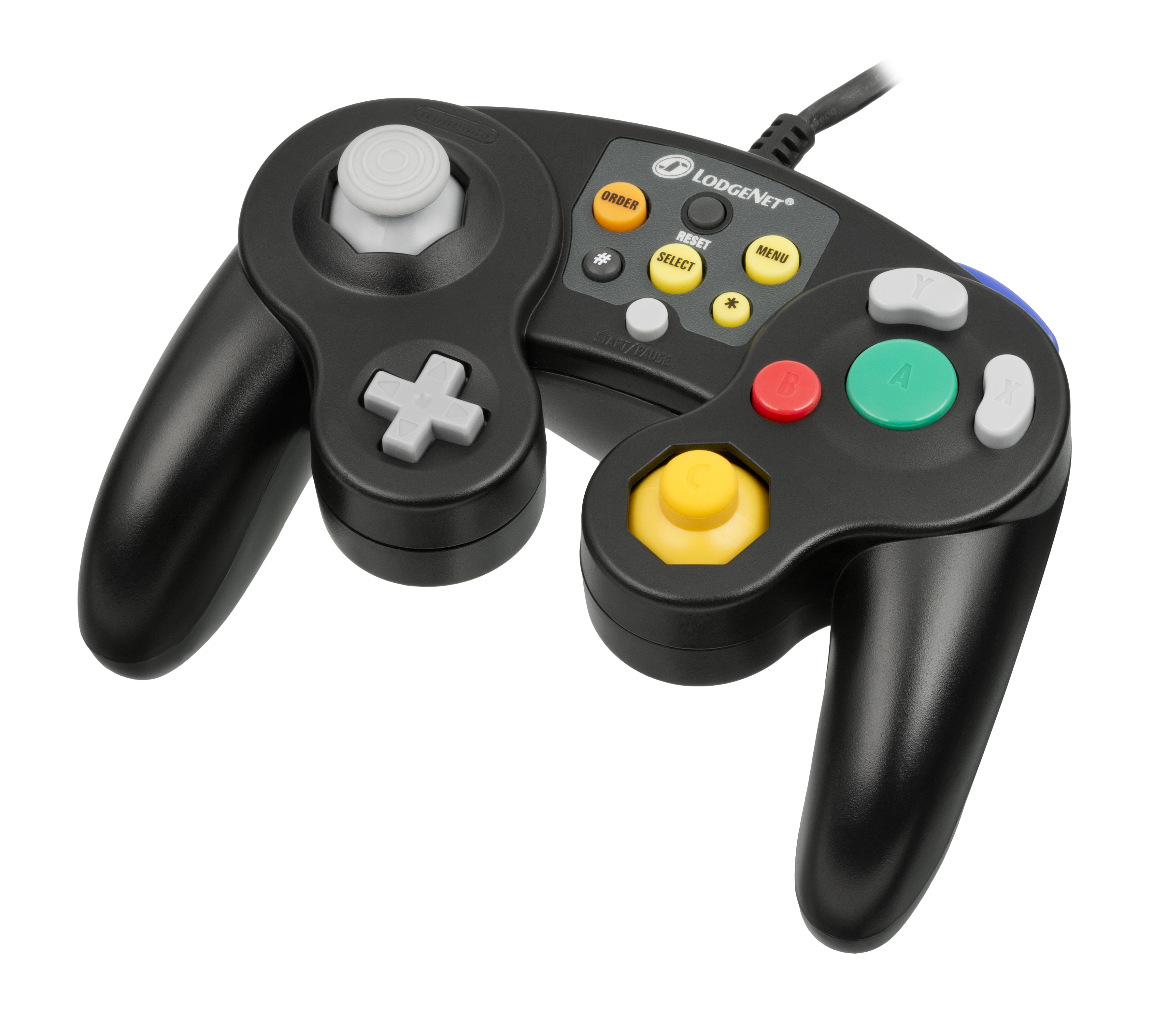
Controle LodgeNet

### Cores e designs

#### Edição Padrão
O controle de GameCube foi vendido em várias cores diferentes ao longo da vida útil do console. As cores incluíam "Indigo" (roxo), "Jet Black" e "Platinum" (Prata), que foram comercializados junto com suas respectivas cores do console, além de terem sido vendidos separadamente em muitos países. As cores foram vendidas separadamente como "Spice" (Laranja), "Indigo/Clear" (indigo com fundo translúcido claro), "Emerald Blue" (Turquesa) e Branco; esses dois últimos  estavam disponíveis apenas no Japão.

#### Edições limitadas
A Nintendo lançou uma série edição limitadas dos controles de no território oriental através do Club Nintendo, que apresentavam cores exclusivas ou algum logotipo no centro. Os controles do Club Nintendo poderiam ser comprados por 500 pontos cada e os desenhos incluíam "Mario" (parte superior vermelho e inferior azul), "Luigi" (parte superior verde e fundo azul), "Wario" (parte superior e roxa amarela) e um controle "Club Nintendo" (parte superior branco e fundo azul claro). O design "Mario" também foi disponibilizado em quantidades limitadas na Europa.
Algumas versões limitadas do GameCube foram lançados, que incluíam os controles personalizados. As cores lançadas no Japão foram "Starlight Gold", "Crystal White", "Symphonic Green" (verde menta), "Hanshin Tigers", "Gundam Copper" e "Transparente". As cores "Symphonic Green" e "Crystal White" também foram lançadas na Europa, embora esta última tenha sido renomeada como "Pearl White" e foi lançada junto com Mario Smash Football. Uma versão do controle inspirado no jogo Resident Evil 4 (parte superior prata e fundo preto com o logotipo) estava disponível na Europa como parte de uma edição limitada do console.

## Disponibilidade
Os controladores oficiais feitos pela Nintendo tornaram-se, com o tempo, escassos nos varejistas, após o anúncio da retrocompatibilidade do Wii com os jogos de GameCube e ao fato de que vários jogos de Wii suportarem o controle. Em resposta à popularidade, a Nintendo relançou o controle do GameCube. Estes modelos relançados do controlador têm um cabo de 3 m, mais longo que os modelos originais de 2 m. Esses modelos relançados também não possuem as chaves metálicas inseridas dentro dos gatilhos do controlador para ajudar a empurrar os gatilhos para baixo, algo que os controladores GameCube fabricados 2001-2007 têm.

### Edição doSuper Smash Bros. for Wii U
O controle da edição do Super Smash Bros. foi lançado em 2014, em conjunto com o lançamento de Super Smash Bros. for Wii U. O controle possui um logotipo da série Super Smash Bros em prata metálico cercado por chamas em vez do logotipo da GameCube. A cor preta foi lançada em todo o mundo e uma versão branca foi lançada apenas no Japão. O cabo possui o comprimento da versão lançada em 2008 e também não possui as chaves metálicas inseridas dentro dos gatilhos.  Junto com esse lançamento, a Nintendo lançou um adaptador de controles de GameCube para o Wii U. O adaptador suporta quatro controles de GameCube. Um segundo adaptador pode ser ligado a um console, permitindo um modo multijogador de até oito jogadores. O adaptador só é oficialmente compatível com Super Smash Bros. para Wii U, já que nenhum outro jogo permite seu uso. O adaptador do Nintendo Switch de 2018 também é compatível com Super Smash Bros. for Wii U.

### Edição doSuper Smash Bros. Ultimate
Durante a E3 2018, a Nintendo confirmou que iria relançar controle de GameCube na cor preto para uso no jogo Super Smash Bros. Ultimate para o Nintendo Switch, já que o jogo suporta oficialmente o controlador (o jogo precisa ser jogado no Modo TV) como seus antecessores no Wii e no Wii U. O comprimento do cabo é o mesmo dos outros relançamentos e também não possui as chaves metálicas inseridas dentro dos gatilhos. O controle relançado foi lançado em 2 de novembro de 2018. No mesmo dia, a Nintendo também relançou o adaptador USB oficial para controles do GameCube. O adaptador Wii U lançado em 2014 também funciona no Switch.